# Чемпіонат України з баскетболу 1992—1993
Чемпіонат України з баскетболу 1992-93 — другий чемпіонат України і перший, що проводився за календарем «осінь-весна». Чемпіоном вдруге став київський «Будівельник».

## Вища ліга

### Підсумкова таблиця
За 1-4 місця
| № | Команда            | І  | В  | П  | Зак-Пр    | Р    | О  |
| - | ------------------ | -- | -- | -- | --------- | ---- | -- |
| 1 | Будівельник (Київ) | 28 | 25 | 3  | 2754-2080 | +674 | 53 |
| 2 | СКА (Київ)         | 28 | 21 | 7  | 2579-2320 | +259 | 49 |
| 3 | МКІ (Миколаїв)     | 28 | 18 | 10 | 2641-2408 | +233 | 46 |
| 4 | Спартак (Луганськ) | 28 | 16 | 12 | 2489-2353 | +136 | 44 |

За 5-8 місця
| № | Команда                  | І  | В  | П  | Зак-Пр    | Р    | О  |
| - | ------------------------ | -- | -- | -- | --------- | ---- | -- |
| 5 | ТІІТ (Харків)            | 34 | 26 | 8  | 3454-2681 | +773 | 59 |
| 6 | Шахтар (Донецьк)         | 34 | 20 | 14 | 2493-2381 | +112 | 54 |
| 7 | Азовмаш (Маріуполь)      | 34 | 15 | 19 | 3053-3227 | -174 | 49 |
| 8 | Динамо (Дніпропетровськ) | 34 | 10 | 24 | 2706-3084 | -378 | 44 |

За 9-12 місця
| №  | Команда                     | І  | В  | П  | Зак-Пр    | Р    | О  |
| -- | --------------------------- | -- | -- | -- | --------- | ---- | -- |
| 9  | Дніпро (Дніпропетровськ)    | 34 | 13 | 21 | 2814-2984 | -170 | 47 |
| 10 | Перспективний-89 (Нікополь) | 34 | 13 | 21 | 2794-3164 | -370 | 47 |
| 11 | Баскод (Одеса)              | 34 | 10 | 24 | 2558-3014 | -456 | 44 |
| 12 | УДАУ (Київ)                 | 34 | 6  | 28 | 2504-2920 | -416 | 31 |

## Перша ліга

### Підсумкова таблиця
| №  | Команда                        | І  | В  | П  | Зак-Пр    | Р     | О  |
| -- | ------------------------------ | -- | -- | -- | --------- | ----- | -- |
| 1  | БІПА-Мода (Одеса)              | 44 | 40 | 4  | 4696-3332 | +1364 | 84 |
| 2  | Маккабі-Денді (Київ)           | 44 | 29 | 15 | 3820-3619 | +201  | 73 |
| 3  | Синтез (Кременчук)             | 44 | 29 | 15 | 3690-3447 | +243  | 73 |
| 4  | МКІ-2 (Миколаїв)               | 44 | 28 | 16 | 3761-3596 | +165  | 72 |
| 5  | Олександрія-Рось (Біла Церква) | 44 | 24 | 20 | 3627-3607 | +20   | 68 |
| 6  | Кіровець (Харків)              | 44 | 23 | 21 | 3727-3684 | +43   | 67 |
| 7  | СКІФ (Київ)                    | 44 | 22 | 22 | 4019-3902 | +117  | 66 |
| 8  | Будівельник-Ферро (Запоріжжя)  | 44 | 19 | 25 | 3809-3990 | -181  | 63 |
| 9  | СДЮШОР (Дніпропетровськ)       | 44 | 17 | 27 | 3410-3720 | -310  | 61 |
| 10 | Сі-Алекскрам (Київ)            | 44 | 12 | 32 | 3235-3890 | -655  | 56 |
| 11 | Гірнича академія (Кривий Ріг)  | 44 | 11 | 33 | 3447-3962 | -515  | 55 |
| 12 | Училище фізкультури (Харків)   | 44 | 10 | 34 | 3757-4249 | -492  | 54 |

## Друга ліга

### Підсумкова таблиця
| №     | Команда                    |
| ----- | -------------------------- |
| 1     | Інтер (Дніпропетровськ)    |
| 2     | ЛПІ (Львів)                |
| 3     | Азовсталь (Маріуполь)      |
| 4     | Машинобудівник (Дружківка) |
| 5     | Кременець (Ізюм)           |
| 6     | ГАЗДА-КУФК (Київ)          |
| 7     | Прибужжя (Червоноград)     |
| 8     | ХПІ (Харків)               |
| 9     | ХДУ (Харків)               |
| 10    | ТФЕІ (Тернопіль)           |
| 11-12 | Спартак-2 (Луганськ)       |
| 11-12 | Баскод-2 (Одеса)           |

## Підсумки
- Одеський «Баскод» і київський «УДАУ» вилетіли в першу лігу.
- Здобули путівки у вищу лігу команди Першої ліги «БІПА-Мода» (Одеса) і «Маккабі-Денді» (Київ).

## Кубок України
Кубок України проводився по закінченню регулярного чемпіонату Вищої ліги, в червні 1993 року. Більшість клубів Вищої ліги відмовилася від участі в турнірі з економічних чи спортивних причин. Вирішальні матчі Кубка відбулися в Одесі.

### Півфінали
| ТІІТ (Харків)     | 137:107 | Будівельник (Запоріжжя) |
| БІПА-Мода (Одеса) | 136:64  | УДАУ (Київ)             |

### Фінал
| БІПА-Мода (Одеса) | 100:90 (53:48) | ТІІТ (Харків) |

- У складі БІПА-Моди 30 очок набрав Олександр Чаусов, 18 - Сергій Пінчук, по 17 - Олег Михайлов і Вадим Пудзирей
- У складі ТІІТ 59 очок на трьох набрали Павло Повєткін, Ігор Яценко і Володимир Левицький
- У вирішальних матчах кубка не брав участь лідер ТІІТ Олександр Лохманчук, якого раніше дискваліфікувала Федерація баскетболу України за відмову грати за збірну України у відбіркових матчах до чемпіонату Європи 1993 року. При цьому на засіданні виконкому ФБУ Лохманчук заявляв про готовність виступати за збірну.